# Гуцевич, Николай Иосифович
Никола́й Ио́сифович Гуце́вич (1921—2000) — командир отделения разведки 173-го гаубичного артиллерийского полка (18-я гаубичная артиллерийская бригада, 6-я артиллерийская дивизия, 47-я армия, 1-й Белорусский фронт), старший сержант.

## Биография
Николай Иосифович Гуцевич родился в крестьянской семье в селе Новокопылово Барнаульского уезда Томской губернии (в настоящее время Заринский район Алтайского края). Окончил 7 класов школы, школу шофёров. Работал водителем в Сорокинском авиаотряде.
В апреле 1941 года Сорокинским райвоенкоматом он был призван в ряды Красной армии. С октября 1941 года на фронтах Великой Отечественной войны. Оборонял Тулу, сражался на Курской дуге.
4 марта 1943 года старший сержант Гуцевич был награждён медалью «За боевые заслуги» за то, что 22 и 23 февраля 1943 года при проведении разведки позиций противника возле деревни Буда-Монастырская в Калужской области при проведении разведки с отделением он обнаружил 4 пулемётных точки, противотанковое орудие и 4 блиндажа. Кроме того им лично обнаружены 4 пулемётных точки, которые были уничтожены артиллерией. Всё это время он с отделением находился в боевых порядках пехоты, ведя разведку.
С 23 февраля по 12 марта 1943 года в ходе Жиздринской операции старший сержант Гуцевич находился в боевых порядках войск, корректировлал огонь артиллерии. В районе сёл Ефремовка, Кожановка и Пузановка им было обнаружено противотанковое орудие, 2 станковых и 4 ручных пулемёта, 3 блиндажа и дзот. Все цели были уничтожены огнём артиллерии. Приказом по 18-й гаубично-артиллерийской бригаде РГК Западного фронта от 9 июля 1943 года он был награждён орденом Красной Звезды.
18 июля 1944 года при наступлении возле станции Мацеев западнее Ковеля старший сержант Гуцевич с отделением двигался в боевых порядках пехоты. Севернее станции пехота была остановлена огнём артиллерии противника. Тогда Гуцевич с разведчиками подобрался по западным скатам возвышенности и обнаружил батарею 105-мм орудий. Он подобрался к ней на дистанцию 300 метров для уточнения местоположения и передал по полевой радиостанции координаты батареи. Был нанесён мощный артиллерийский удар по позиции батареи. Противник, не выдержав его, бросился бежать, оставив 4 орудия и 2 станковых пулемёта. Пехота смогла снова продвигаться вперёд. Гуцевич был представлен к ордену Отечественной войны 1-й степени, приказом по войскам 1-го Белорусского фронта от 19 августа 1944 года он был награждён орденом Славы 3-й степени.
В феврале 1945 года старший сержант Гуцевич неоднократно отличился в районе города Арнсвальд (в настоящее время Хощно в Западно-Поморском воеводстве Польши. 10 февраля к северо-западу от города при контратаке противника по личной инициативе выдвинулся в цепь стрелков и организовал залповую стрельбу. В результате противник потерял убитыми до отделения своих солдат и отступил.
11 февраля в том же районе с отделением разведчиков подполз к одиночному домику, занятому солдатами противника и метнув гранату уничтожил двоих из них, а остальные в панике разбежались.
13 февраля юго-западнее города старший сержант Гуцевич с отделением штурмовал безымянную рощу, превращённую противником в узел сопротивления. В завязавшемся бою Гуцевич уничтожил 2-х солдат противника, 3-х взял в плен. После боя Гуцевич обнаружил танк противника ведущий огонь по позициям и автомашину, перевозившую боеприпасы. Вызвав по рации батарею, он передал координаты целей и под огнём танк был вынужден спрятаться в городе, а автомашина повернула обратно, не доставив боеприпасы на передовую. Приказом по войскам 1-го Белорусского фронта от 7 мая 1945 года он был награждён орденом Славы 2-й степени.
В ходе Берлинской наступательной операции 47-я армия вышла в район западнее Потсдама, где соединилась с 4-й гвардейской танковой армией, завершив окружение берлинской группировки противника.
На подступах к городу Врицен в земле Бранденбург (Германия), действуя в боевых порядках стрелковых подразделений, старший сержант Гуцевич обнаружил 2 пулемёта, дзот, противотанковое орудие, зенитную батарею, 2 штурмовых орудия, бронетранспортер, место скопления вражеской пехоты численностью до роты, зенитную батарею. Огнём артиллерии цели были поражены, пехота рассеяна. Указом Президиума Верховного Совета СССР от 15 мая 1946 года он был награждён орденом Славы 1-й степени.
В мае 1946 года старший сержант Гуцевич был демобилизован. Жил в Барнауле. Окончил 10 классов вечерней школы, Московский энергетический институт (заочно). Работал на городской ТЭЦ-2 начальником смены, затем директором базы отдыха.
6 апреля 1985 года он был награждён орденом Отечественной войны 1-й степени.
Скончался Николай Иосифович Гуцевич 26 мая 2000 года. В городе Заринске установлен бюст Гуцевича Н. И.